# Paweł Krysiński
Paweł Grzegorz Krysiński – polski chemik, profesor nauk chemicznych, pracownik naukowy Wydziału Chemii Uniwersytetu Warszawskiego.

## Życiorys
W 1992 r. habilitował się na podstawie pracy zatytułowanej Transport ładunku przez błony biologiczne i ich układy modelowe. Rola podwójnej warstwy elektrycznej. W 2004 r. uzyskał tytuł profesora nauk chemicznych. Jest zatrudniony na stanowisku profesora na Wydziale Chemii Uniwersytetu Warszawskiego. W 2012 został odznaczony złotym Krzyżem Zasługi.